# 毛山芹
毛山芹（学名：Ostericum sieboldii f. hirsutum）为伞形科山芹属山芹下的一个变型。

## 扩展阅读
- 維基物種上的相關：毛山芹